# Wong Leng
Pour les articles homonymes, voir Leng.
Wong Leng (chinois : 黃嶺) est une montagne située dans les Nouveaux Territoires de Hong Kong, au nord du district de Tai Po, dans le parc rural de Pat Sin Leng. D'une altitude de 639 mètres, le sommet constitue le plus haut point de la partie septentrionale des Nouveaux Territoires. Il est accessible par la section no 9 du sentier Wilson.

## Sommets voisins
- Pat Sin Leng
- Lai Pik Shan
- Ping Fung Shan
- Tai To Yan